# Magni Ásgeirsson
Magni Ásgeirsson, född 1 december 1978 i Egilsstaðir, är en isländsk singer-songwriter och musiker. Han är för närvarande frontman i det isländska popbandet Á móti sól som han gick med år 1999. 
Utanför Island är han mest känd för sitt deltagande i Rock Star: Supernova där han slutade på fjärde plats.
2013 deltog han i Islands uttagning till Eurovision Song Contest 2013 med låten "Ekki líta undan". Han deltog i den första semifinalen och blev ursprungligen utröstad, men gavs ett wildcard till finalen av jurygruppen. Väl i final ställdes han mot sex andra bidrag och lyckades inte ta sig till superfinalen dit två av finalisterna gjorde upp om att bli Islands representant i Eurovision Song Contest 2013. 